# Wheatcroft (Kentucky)
Wheatcroft es una ciudad ubicada en el condado de Webster en el estado estadounidense de Kentucky. En el Censo de 2010 tenía una población de 160 habitantes y una densidad poblacional de 251,12 personas por km².

## Geografía
Wheatcroft se encuentra ubicada en las coordenadas 37°29′21″N 87°51′40″O / 37.48917, -87.86111. Según la Oficina del Censo de los Estados Unidos, Wheatcroft tiene una superficie total de 0.64 km², de la cual 0.64 km² corresponden a tierra firme y (0%) 0 km² es agua.

## Demografía
Según el censo de 2010, había 160 personas residiendo en Wheatcroft. La densidad de población era de 251,12 hab./km². De los 160 habitantes, Wheatcroft estaba compuesto por el 94.38% blancos, el 1.25% eran afroamericanos, el 0% eran amerindios, el 0% eran asiáticos, el 0% eran isleños del Pacífico, el 0% eran de otras razas y el 4.38% pertenecían a dos o más razas. Del total de la población el 0% eran hispanos o latinos de cualquier raza.